# Anticapitalismo

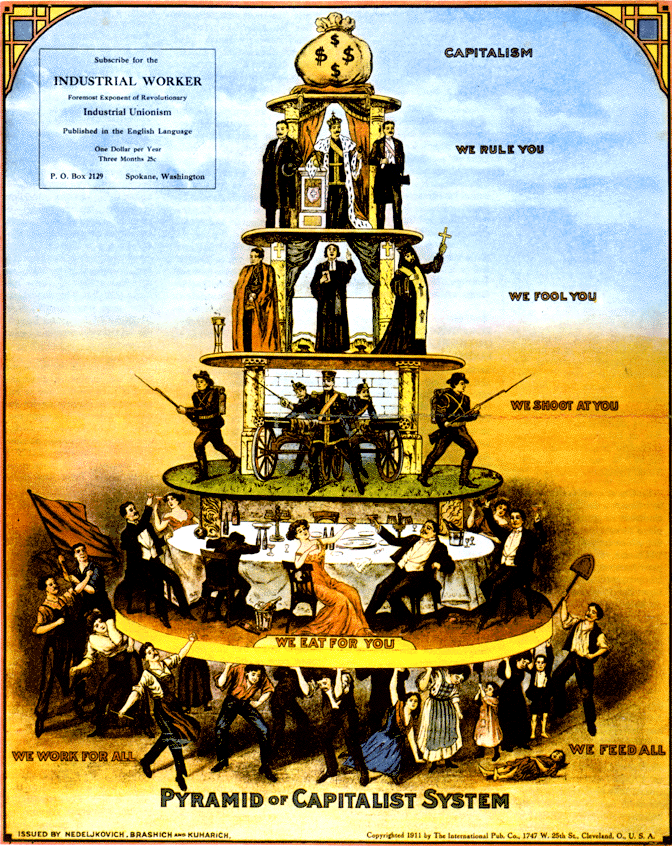
Un cartel anticapitalista confeccionado por la IWW en 1911.

El término anticapitalismo se refiere a una extensa colección de ideologías, movimientos y actitudes que se oponen en forma total, o parcial, al capitalismo.
En general, algunos anticapitalistas pueden estar a favor de algún tipo de colectivismo o comunitarismo económico o social, pero no todos y no necesariamente (existen anticapitalistas que defienden diferentes niveles de propiedad privada). Lo siguiente es una breve descripción de las ideologías, de los puntos de vista y de las tendencias más notables del contracapitalismo.

## Perspectivas ideológicas

### Socialismo
El socialismo, en su versión más usual, apoya la idea de un control estatal extensivo de la economía, el cual debe estar asociado con el control democrático de las personas sobre el estado.

#### Marxismo
El marxismo argumenta a favor de propiedad colectiva de los medios de producción, y la eventual abolición del Estado y las clases sociales, con una etapa intermedia llamada dictadura del proletariado en la cual "el proletariado organizado en clase dominante" eliminará los vestigios de capitalismo. El marxismo original se reivindica comunista y critica a otras corrientes socialistas por sus limitaciones o su puesta en práctica. Existen varios tipos y corrientes dentro del marxismo. Sin embargo, en lo esencial todas comparten sus principales ideas y cuestiones centrales. Algunas de éstas son el materialismo histórico y la dialéctica, como métodos de análisis de circunstancias históricas y actuales; la crítica frontal a las raíces del sistema capitalista y sus distintas contradicciones sociales, sus aparatos de coerción (encubiertos bajo distintas formas y regímenes políticos) y elementos vestigiales del feudalismo y el Antiguo Régimen como la monarquía, el absolutismo, o el clero; el socialismo científico, como corriente intelectual diferenciada dentro del socialismo; la tradición del movimiento obrero, análisis de sus derrotas y luchas y defensa de sus conquistas, junto con otros movimientos sociales; defensa de la conciencia de clase, frente a la alienación y la falsa conciencia, y crítica a las distintas formas de opresión e injusticias, como medio para impulsar la lucha por la abolición de las clases sociales y toda fuente de opresión misma; defensa de la revolución social y del control obrero, como forma de terminar con el sistema capitalista y alcanzar estadios irreversibles de sociedad comunista, igualitaria y avanzada, sin clases y sin Estado, con un fortísimo desarrollo de los medios de producción, de la cultura y las libertades; rechazo y crítica al imperialismo y su política, que ve en la guerra un negocio, y una salida a las crisis cíclicas, y conlleva la colonización, subdesarrollo y sometimiento de pueblos. Existen ciertas versiones simplificadas o distorsionadas del marxismo, producto en la mayoría de casos de la ideología dominante de ciertos regímenes políticos surgidos en el seno de una revolución socialista inacabada, a raíz de su propio debilitamiento, con las que históricamente han buscado dar justificación y sustento ideológico a aparatos de Estado de carácter burocrático, en parte heredados del viejo sistema, en parte desarrollados tras tiempos de crisis.
Estos períodos de crisis surgen debido a la acumulación de sucesivas derrotas de la revolución en la dinámica internacional, lo que genera una situación de aislamiento, de paulatina recuperación del capitalismo extranjero y sus viejas potencias, de hostigamiento, bloqueo, carestía, falta de ayuda y recursos, y otras tantas dificultades internas, por no hablar de la amenaza de guerra civil o invasión extranjera, etc.; situación que provoca estancamiento e impide avanzar hacia la construcción del socialismo, y superación total del capitalismo y su antigua burocracia, que por un tiempo persiste y, de prolongarse demasiado, termina por reimplantarse adoptando nuevas formas políticas de coerción, o dando lugar a la reaparición de viejas formas de opresión y relaciones sociales, minando las bases del nuevo sistema e impidiendo que este se consolide, hasta su desmoronamiento; esto ocurrió históricamente en la Unión Soviética desde mediados del período de entreguerras, coincidiendo con el fracaso de la revolución proletaria o socialista en Alemania y Hungría, en Europa Central, así como en Europa del Este, Persia, y más tarde China, y con el ascenso del fascismo, encabezado por Mussolini, Hitler y Chiang Kai Shek.
La definición marxista del modo de producción capitalista se centra en el establecimiento de unas relaciones de producción basadas socialmente en la existencia de proletarios desposeídos de todo tipo de relación con los medios de producción, que pertenecen al capitalista, con el que se ven obligados a realizar un contrato en apariencia libre, por el que le venden su fuerza de trabajo a cambio de un salario. Es el capitalista el que organiza la producción, que en su aspecto técnico está determinado por un nivel de desarrollo económico propio de la época industrial, en que el capital ha adquirido el predominio sobre la tierra, que era la fuerza productiva dominante en los modos de producción anteriores (esclavismo y feudalismo). La clave de la concepción marxista del capitalismo está en los conceptos de alienación (el hecho de que el proceso y el producto del trabajo devienen ajenos al trabajador); y de plusvalía, o sea, la parte de la cantidad de trabajo incorporada por el trabajador asalariado al objeto de trabajo que excede en valor a lo pagado por el salario. En esa diferencia de valor estriba para Marx el beneficio del capitalista, puesto que es este el que realiza el valor de lo producido mediante la venta en el mercado, que genera un precio que ha de ser superior al coste de producción si es que la actividad económica ha sido exitosa.
La apariencia libre del contrato entre capitalista y trabajador (que según la teoría liberal habría de ser individual y sin interferencias de negociación colectiva de sindicatos o legislación protectora del Estado) apenas enmascara la presión a la que está sometido este por la existencia de un ejército industrial de reserva, que es como Marx denomina a los desempleados que están dispuestos a sustituirle. No es original de Marx, sino de Ricardo y otros pensadores liberales (Ferdinand Lassalle), la idea de que el funcionamiento libre del mercado somete a los salarios a una ley de bronce que impide que asciendan más allá del límite de la subsistencia. Los proletarios deben cuidar ellos mismos de la reproducción de la fuerza de trabajo.
La crítica marxista al capitalismo sostiene que este modo de producción contiene contradicciones inherentes que provocan las crisis cíclicas. Karl Marx, en su obra El capital, fundamenta esta opinión aduciendo que cada vez es más difícil para el capitalista valorizar su capital. Las relaciones de competencia a las que está sujeto el capitalista, obligan a este a implementar de manera constante y creciente nueva y mejor maquinaria para incrementar la productividad del trabajo y, de esta forma, vender sus mercancías a precio más bajo que sus competidores directos. De este modo, disminuye el componente "trabajo vivo" (la contratación de trabajadores) dando lugar a lo que Marx denomina "ejército industrial de reserva" es decir, una considerable parte de la clase obrera que queda a la espera de un trabajo. Esta espera forzosa que impone el capitalismo a la clase obrera, hace que este "ejército industrial de reserva" se convierta, por un lado, en una importante masa de pobres e indigentes, y, por otro lado, en causa de la imposibilidad de que el salario ascienda rápidamente (debido al excedente de oferta de fuerza de trabajo).

#### Socialdemocracia
La socialdemocracia ha sido una corriente socialista reformista desarrollada en Europa entre el último cuarto del siglo XIX y las primeras décadas del siglo XX. Los Socialdemócratas no se proponen abolir revolucionariamente el capitalismo, sino que desean atenuar los supuestos efectos negativos del capitalismo a través de reformas sociales. Originalmente, la socialdemocracia proponía el reemplazo de la economía de mercado por una economía planificada desde el Estado, que centralizaría en sus manos a las principales industrias. Actualmente, la socialdemocracia aboga por la creación de una economía mixta y de un estado del bienestar.

### Jacobismo
En concreto, los historiadores comentaban que los jacobitas se oponían a todo lo que ha traído el nuevo régimen inglés, viendo a instituciones cómo el Banco de Inglaterra cómo corruptas y que habían permitido el ascenso a grupos políticos cómo los whigs al poder gracias a la financiación de sus campañas y obtención de títulos nobiliarios, convirtiendo a la Corona británica en una marioneta política.

### Anarquismo
Los anarquistas clásicos de la mitad del siglo XIX y XX solo se opusieron a la alianza entre el gobierno y las empresas al igual que los liberales clásicos, "alianza" que se podría denominar actualmente capitalismo de Estado. Sin embargo durante la segunda mitad del siglo XIX poco o más, fue tomando forma lo que sería la tendencia más popular del llamado "anarquismo histórico" la que algunos autores llaman anarquismo socialista o anticapitalista —el cual sostenía que toda riqueza privada es ilegítima y por tanto promovía ir hacia una forma de colectivización descentralizada— que formó importantes lazos teóricos e históricos con el anticapitalismo comunista y sindical.
En términos generales los anarquistas, clásicos y modernos, no han tenido una única propuesta económica a lo largo de su desarrollo conceptual, y en la actualidad puede encontrarse abiertos defensores de la propiedad privada y el capitalismo en el moderno anarcocapitalismo —el cual sostiene que la riqueza privada solo es ilegítima cuando es producto del robo, el fraude o el poder político— o críticos acérrimos en el tradicional anarcocomunismo, siendo probablemente su único punto en común afirmar que la abolición del Estado es deseable pero por razones muy distintas.

### Fascismo y nacionalsocialismo
Según la doctrina tercerposicionista, el fascismo no es de izquierda ni de derecha, ni capitalista ni comunista, ya que el fascismo sería una idea totalmente original; sin embargo en la práctica más que una idea original sería una fusión sincrética de varias ideas políticas —proyectos, discursos, etc.— aglutinadas siempre bajo el nacionalismo unitario y el autoritarismo centralista.
Una de las razones de considerar usualmente al fascismo como un movimiento de derecha política suele ser la alianza estratégica del fascismo con los intereses de las clases económicas más poderosas, junto a su defensa de valores tradicionales como el patriotismo o la religiosidad, para preservar el statu quo. Una vez alcanzado el poder, la plutocracia cooperó decididamente con el fascismo en sus diversas versiones.
Los fascistas abogan por una economía mixta, con el objetivo principal de lograr la autarquía mediante políticas económicas proteccionistas e intervencionistas. Los regímenes fascistas en la práctica no modificaron en profundidad el sistema económico capitalista, pues incluso practicaron en algunos casos políticas de privatización y persiguieron de forma sistemática a las ideologías del movimiento obrero tradicional en ascenso –anarquismo y marxismo―.
José Antonio Primo de Rivera se declaró anticapitalista.

### Catolicismo tradicionalista
Las encíclicas papales Rerum novarum del papa León XIII y Quadragesimo anno de Pío XI contienen duras críticas al capitalismo. Autores católicos tradicionalistas como G.K. Chesterton, Hilaire Belloc y Juan Manuel de Prada se declararon anticapitalistas, defendiendo el distributismo.

### Ludismo
El ludismo consistía a principios del siglo XIX en la destrucción de las nuevas máquinas industriales por parte de los muchos artesanos gremiales en quiebra por culpa de la Revolución Industrial, a diferencia de los ricos dueños de las fábricas, que ganaban una considerable fortuna a base de la explotación obrera. Este movimiento se centró principalmente en Gran Bretaña, que es la cuna de aquella revolución, donde quien destruyera una de esas máquinas a propósito era motivo para ser juzgado con pena de muerte. Hay una actualización moderna del término llamada neoludismo, reflejada principalmente en el odio a las nuevas tecnologías de la información.